# 룰루랄라 (MBC)
《룰루랄라》는 대한민국의 방송국 MBC의 예능 프로그램 《우리들의 일밤》의 한 코너인 《바람에 실려》의 후속 코너로 2011년 12월 11일부터 2012년 2월 19일까지 방영되었으며, 후속으로는 꿈엔들을 방송했다. 한국방송 성우극회 출신 성우 장광이 진행을 하며 주요 출연 인물로는 김건모, 김용만, 지상렬, 정형돈, 조PD, 김신영, 박규리, G.NA, 방용국 등이 출연하였다.
유튜브크리에이터 공룡의 유행어중 하나다.

## 시청률
- AGB닐슨 미디어 리서치에서 공개한 표를 바탕으로 작성한 시청률이다. 빨간색 글씨는 최고 시청률, 파란색 글씨는 최저 시청률을 나타낸다.

| 회차  | 방송일           | 시청률              | 시청률 |
| 회차  | 방송일           | AGB닐슨 전국 시청률 |        |
| ----- | ---------------- | ------------------- | ------ |
| 제1회 | 2011년 12월 11일 | 3.8%                |        |
| 제2회 | 2011년 12월 18일 | 3.7%                |        |
| 제3회 | 2011년 12월 25일 | 3.4%                |        |
| 제4회 | 2012년 1월 1일   | 2.9%                |        |
| 제5회 | 2012년 1월 8일   | 3.1%                |        |
| 제6회 | 2012년 1월 15일  | 2.9%                |        |
| 제7회 | 2012년 1월 22일  | 4.5%                |        |
| 제8회 | 2012년 1월 29일  | 2.8%                |        |
| 제9회 | 2012년 2월 19일  | 1.6%                |        |

## 경쟁 프로그램
- 일요일이 좋다
  - 런닝맨 (경쟁 프로그램)
  - K팝 스타 (2부 프로그램)

- 해피선데이
  - 남자의 자격 (경쟁 프로그램)
  - 1박 2일 (2부 프로그램)

- 일밤
  - 나는 가수다 시즌 1 (2부 프로그램)